# Бехчет Юсуф бей
Бехчет Юсуф бей (на турски: Behçet Yusuf Bey) е османски офицер и чиновник.

## Биография
Роден е в 1848 година в Корча, Османската империя. Учи в Цариград арабски и персийски във Валиде Рюшдиеси, както и френски, английски и гръцки в Лисан Мектеби. В 1870 година постъпва на работа във външното министерство на империята. В 1876 година е в посолството в Лондон, а в 1878 г. – в Санкт Петербург. В 1880 година е назначен в Галатасарайския лицей. В 1892 – 1901 година е управител (мюдюр) на Дирекцията на печата.
През август 1912 година е последен валия на Битолския вилает преди избухването на Балканската война и загубата на Битоля.
Умира в 1936 година в Истанбул.